# Kanton La Vallée de la Têt
La Vallée de la Têt is een kanton van het Franse departement Pyrénées-Orientales. Het kanton maakt deel uit van de arrondissementen Prades (8) en Perpignan (2). In 2021 telde het 27.223 inwoners.

Het kanton werd gevormd ingevolge het decreet van 26 februari 2014 , met uitwerking op 22 maart 2015, met Le Soler als hoofdplaats.

## Gemeenten
Het kanton omvat volgende 10 gemeenten:
- Corbère
- Corbère-les-Cabanes
- Corneilla-la-Rivière
- Ille-sur-Têt
- Millas
- Montalba-le-Château
- Néfiach
- Saint-Féliu-d'Amont
- Saint-Féliu-d'Avall
- Le Soler